# Centre Marie-Victorin
Le Centre Marie-Victorin, situé à Vierves-sur-Viroin, en Belgique, est un centre d’éducation et de recherche pour la conservation de la nature associé à la Faculté universitaire des sciences agronomiques Gembloux Agro-Bio Tech de l’Université de Liège située à Gembloux dans la province de Namur. Ses travaux se réalisent dans le cadre des activités des Cercles des naturalistes de Belgique. Le Centre occupe plusieurs bâtiments situés au cœur du parc naturel Viroin-Hermeton. Le Centre possède des laboratoires de chimie et de biologie, un pavillon consacré à l'étude du climat et une bibliothèque.

## Historique
Lors d'un voyage au milieu des années 1950 dans la province de Québec, au Canada, Léon Woué, alors  adolescent, découvre l'existence à Montréal d'un cercle de jeunes naturalistes. De retour en Belgique, il propose à quatre camarades de classe de l’Athénée royal de Binche de fonder un cercle de jeunes naturalistes inspiré de celui qu'il avait vu outre-Atlantique.  Le 16 mai 1957 furent fondés les Cercles des naturalistes et jeunes naturalistes de Belgique.
En août 1958, c'est à Vierves-sur-Viroin que les jeunes naturalistes de Binche poursuivent leurs activités. Ils y découvrent la richesse naturelle qu'offre la vallée du Viroin étudiée, depuis 1938, par Jacques Duvigneaud. Ils décident la même année d'y fonder un Centre, le Centre d’Écologie du Viroin qui sera renommé Centre Marie-Victorin en l'honneur du frère Marie-Victorin, le fondateur de la Société canadienne d'histoire naturelle sous laquelle furent créés les Cercles des jeunes naturalistes qui ont inspiré l'initiative de Léon Woué.